# Кукиноя (приток Тарасйоки)
Кукиноя — река в России, протекает по территории Суоярвского района Карелии. Устье реки находится в 46 км от устья реки Тарасйоки по левому берегу. Длина реки — 16 км, площадь водосборного бассейна — 82,5 км².

## Данные водного реестра
По данным государственного водного реестра России относится к Балтийскому бассейновому округу, водохозяйственный участок реки — Шуя, речной подбассейн реки — Свирь (включая реки бассейна Онежского озера). Относится к речному бассейну реки Нева (включая бассейны рек Онежского и Ладожского озера).
Код объекта в государственном водном реестре — 01040100112102000014271.